# Реєстр довкілля Естонії
Реєстр довкілля Естонії (ест. Eesti keskkonnaregister) — державний реєстр об'єктів навколишнього природного середовища Естонії. Містить дані про природні ресурси, екологічний стан та фактори впливу на довкілля в Естонії.
Мета Реєстру — об'єднати всі дані про навколишнє природне середовище країни в єдиний реєстр, надаючи їм юридичне значення, що забезпечує надійність даних як на міжнародному, так і на національному рівнях.
Реєстр довкілля постійно поповнюється та оновлюється, проте обробка даних у деяких категорія ще не завершена. Станом на березень 2018 року версія реєстру — 4.7.1.7

## Закон про реєстр довкілля
19 червня 2002 року Парламент Естонії прийняв Закон про реєстр довкілля, який набрав чинності 1 січня 2003 року. Упродовж наступних років вносилися зміни до закону.
| Прийняття  | Опублікування в Riigi Teataja | Набрання чинності |
| 14.04.2004 | RT I 2004, 30, 209            | 01.05.2004        |
| 23.11.2004 | RT I 2004, 84, 572            | 01.04.2005        |
| 07.12.2006 | RT I 2006, 58, 439            | 01.01.2007        |
| 19.02.2014 | RT I, 13.03.2014, 4           | 01.07.2014        |
| 20.06.2014 | RT I, 08.07.2014, 3           | 01.08.2014        |
| 19.06.2014 | RT I, 29.06.2014, 109         | 01.07.2014        |

## Коди реєстру довкілля
Кожному об'єкту Реєстру встановлений унікальний код.
Система кодування об'єктів довкілля
| Категорія                     | Об'єкти                                 | Об'єкти                              | Код                    |
| ----------------------------- | --------------------------------------- | ------------------------------------ | ---------------------- |
| Біота                         | Ліси                                    | Metsad                               | METSxxxxxxxxxxx        |
| Біота                         | Риболовні райони                        | Kalapüügipiirkonnad                  | KALxxxxxxx             |
| Біота                         | Мисливські райони                       | Jahipiirkonnad                       | JAHxxxxxxx             |
| Біота                         | Мисливські трофеї                       | Jahitrofeed                          | JTRxxxxxxx             |
| Біота                         | Міжнародно-регульовані види             | Rahvusvaheliselt reguleeritud liigid | не завершено           |
| Біота                         | Імпортовані інтродуковані види          | Sissetoodud võõrliigid               | не завершено           |
| Біота                         | Знахідки інтродукованих видів           | Võõrliikide leiukohad                | VLLxxxxxxx             |
| Біота                         | Моніторинг                              | Seire                                | SJAxxxxxxx             |
| Захищена природа              | Захищені природні об'єкти               | Kaitstavad loodusobjektid            | KLOxxxxxxx             |
| Захищена природа              | Цінні оселища                           | Vääriselupaigad                      | VEPxxxxxx              |
| Захищена природа              | Території міжнародного значення         | Rahvusvahelise tähtsusega alad       | RAHxxxxxxx             |
| Захищена природа              | Моніторинг                              | Seire                                | SJAxxxxxxx, SJBxxxxxxx |
| Природні ресурси              | Родовища                                | Maardlad                             | не завершено           |
| Природні ресурси              | Ліси                                    | Metsad                               | METSxxxxxxxxxxx        |
| Природні ресурси              | Підземні води                           | Põhjaveehaarded                      | POHxxxxxxx             |
| Природні ресурси              | Поверхневі води                         | Pinnaveehaarded                      | PIHxxxxxxx             |
| Природні ресурси              | Риболовні райони                        | Kalapüügipiirkonnad                  | KALxxxxxxx             |
| Природні ресурси              | Мисливські райони                       | Jahipiirkonnad                       | JAHxxxxxxx             |
| Природні ресурси              | Мисливські трофеї                       | Jahitrofeed                          | JTRxxxxxxx             |
| Природні ресурси              | Водойми                                 | Veekogud                             | VEExxxxxxx             |
| Природні ресурси              | Моніторинг                              | Seire                                | SJAxxxxxxx             |
| Дозволи                       | Екологічні дозволи                      | Keskkonnaload                        | не завершено           |
| Вода                          | Природні чутливі території              | Looduslikult tundlikud alad          | LTAxxxxxxx             |
| Вода                          | Підземні води                           | Põhjaveehaarded                      | POHxxxxxxx             |
| Вода                          | Поверхневі води                         | Pinnaveehaarded                      | PIHxxxxxxx             |
| Вода                          | Риболовні райони                        | Kalapüügipiirkonnad                  | KALxxxxxxx             |
| Вода                          | Водойми                                 | Veekogud                             | VEExxxxxxx             |
| Вода                          | Метеостанції                            | Ilmajaamad                           | ILMxxxxxxx, HJQxxxxxxx |
| Вода                          | Моніторинг                              | Seire                                | SJAxxxxxxx             |
| Повітря                       | Метеостанції                            | Ilmajaamad                           | ILMxxxxxxx, HJQxxxxxxx |
| Повітря                       | Стаціонарні джерела забруднення повітря | Paiksed õhusaasteallikad             | не завершено           |
| Повітря                       | Моніторинг                              | Seire                                | SJAxxxxxxx             |
| Відходи та небезпечні об'єкти | Переробка відходів                      | Jäätmekäitluskohad                   | JKKxxxxxxx             |
| Відходи та небезпечні об'єкти | Сховища радіоактивних відходів          | Radioaktiivsete jäätmete hoidlad     | не завершено           |
| Відходи та небезпечні об'єкти | Екологічно небезпечні об'єкти           | Keskkonnaohtlikud objektid           | JRAxxxxxxx, OOBxxxxxxx |
| Моніторинг                    | Метеостанції                            | Ilmajaamad                           | ILMxxxxxxx, HJQxxxxxxx |
| Моніторинг                    | Моніторинг                              | Seire                                | SJAxxxxxxx             |